# Méthamphétamine au Bangladesh
La méthamphétamine au Bangladesh est une substance illégale souvent consommée sous forme de ya ba. Le ya ba est une drogue composée de méthamphétamine et de caféine. Ils sont vendus sous forme de pilules colorées. Il existe trois formes de ya ba au Bangladesh : R-7, Controller et Champa.

## Histoire
Selon l'Office des Nations Unies contre la drogue et le crime, le Myanmar serait le principal point d'origine du ya ba en Asie du Sud-Est et dans la région du Mékong, y compris au Bangladesh. Au Myanmar, les gangs de drogue sont passés de la fabrication d’héroïne à la fabrication de méthamphétamine à la fin des années 1990. Le Bangladesh partage une 250 km de frontière avec le Myanmar. La coopération entre les gardes-frontières du Bangladesh et la police gardes-frontières du Myanmar est limitée. La majorité des drogues sont entrées au Bangladesh par la frontière de Teknaf. L'utilisation du ya ba a commencé à devenir populaire au Bangladesh à partir de 2006. En 2010, les forces de l’ordre ont saisi 84 000 pilules de ya ba au Bangladesh, contre 29,5 millions de pilules saisies en 2016.
Les responsables du gouvernement du Bangladesh ont estimé que le commerce de ya ba représentait 3 milliards de dollars américains en 2016. Selon le Département de contrôle des stupéfiants, les principaux consommateurs de drogues sont les étudiants. Selon le directeur général du Conseil de contrôle des stupéfiants, Md Jamal Uddin Ahmed, il y a 7 millions de toxicomanes au Bangladesh, dont 5 millions sont dépendants du ya ba. Le commerce du ya ba a augmenté pendant la crise des réfugiés Rohingya, l'afflux de réfugiés Rohingya du Myanmar augmente également l'afflux de ya ba au Bangladesh. Le ya ba acheté au Myanmar pour 40 cents le comprimé, peut être vendu 3 à 4 dollars à Dacca, au Bangladesh. En mai 2018, le Bangladesh a lancé une campagne antidrogue massive sur le modèle de la répression antidrogue des Philippines, au cours de laquelle plus de 211 personnes ont été tuées dans des fusillades avec les forces de l'ordre,. Les services de sécurité ont arrêté des centaines de suspects en quelques jours. La répression a été critiquée par Human Rights Watch et le Daily Star pour des allégations d'exécutions extrajudiciaires et de violations des droits humains par les forces de l'ordre,.

## Législation
Le Département de contrôle des stupéfiants est la principale agence gouvernementale responsable de la réglementation des drogues au Bangladesh. Selon le Département de contrôle des stupéfiants, le gouvernement du Bangladesh gère 12 centres de désintoxication pour toxicomanes. La loi de 2019 sur le contrôle des stupéfiants est l'une des lois qui réglementent les stupéfiants au Bangladesh. En 2017, le Bangladesh a interdit l'importation de pseudoéphédrine, un composant des médicaments contre le rhume utilisé pour fabriquer des amphétamines.